# Sjukhusfartyg

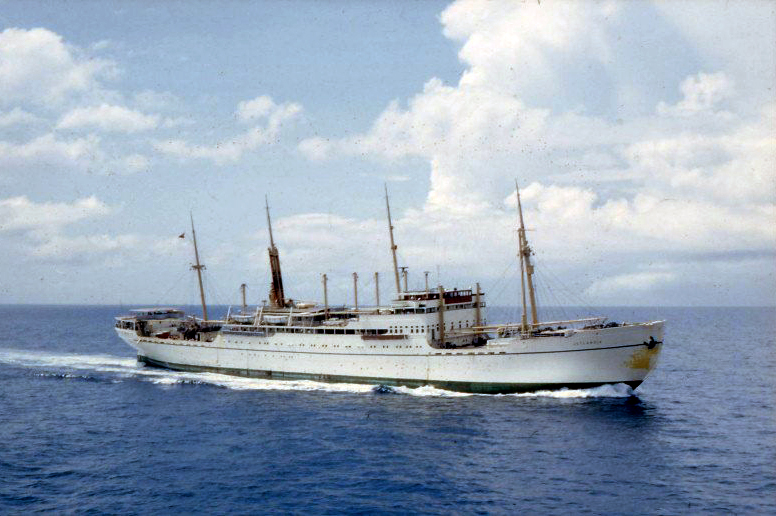
Danska M/S Jutlandia, sjukhusfartyg under Koreakriget

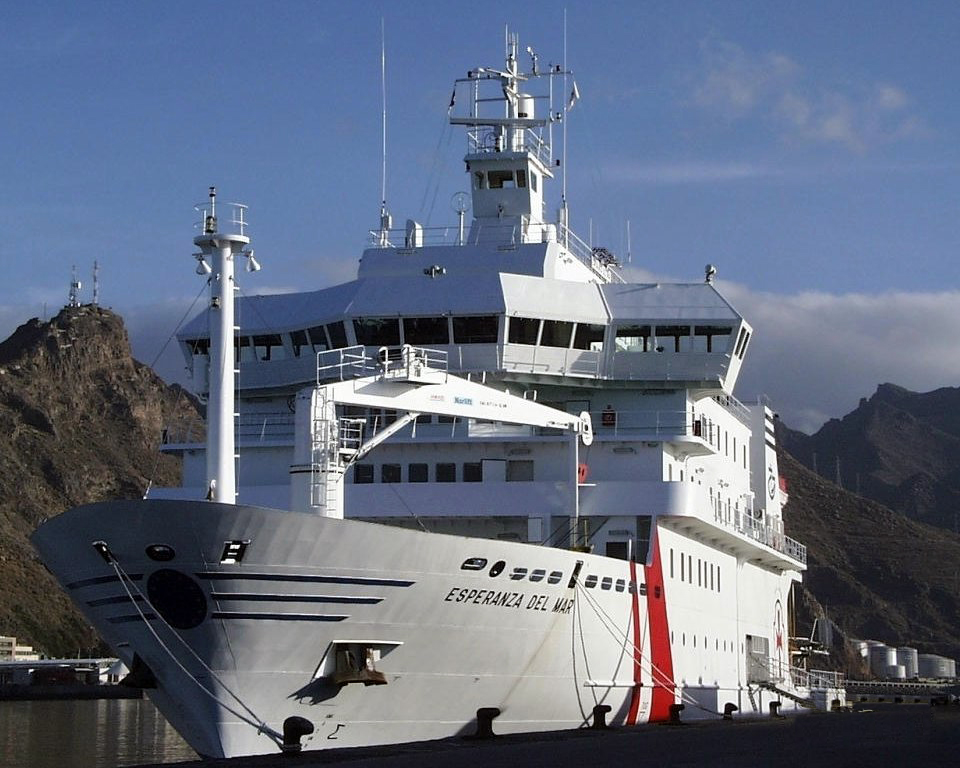
Esperanza Del Mar, opereras av spanska arbetskraftsdepartementet.

Lasarettsfartyg eller sjukhusfartyg är ett fartyg som utsetts för den primära funktionen som en flytande sjukvårdsanläggning eller sjukhus. De flesta opereras av de militära styrkorna (mestadels flottor) i olika länder, eftersom de är avsedda att användas i eller nära krigszoner.
Att attackera ett sjukhusfartyg är en krigsförbrytelse, men krigförande flottor har rätt att borda sådana fartyg för inspektioner.